# Niki Xanthou
Niki Xanthou (řecky: Νίκη Ξάνθου, [ˈnici ˈksanθu]IPA, * 11. října 1973, Rhodos) je bývalá řecká atletka, jejíž specializací byl skok daleký.

## Kariéra
V roce 1997 na světovém šampionátu v Athénách získala výkonem 694 cm stříbrnou medaili. Mistryní světa se stala Ruska Ljudmila Galkinová, která jako jediná překonala sedmimetrovou hranici (705 cm). V roce 2002 se stala ve Vídni halovou mistryní Evropy. Její vítězný pokus měřil 674 cm. Do stejné vzdálenosti skočila také Ruska Olga Rubljovová, která však měla druhý horší pokus a získala stříbro.
Za svou kariéru vytvořila devět národních rekordů v dálce. Hodnota jejího osobního rekordu a platného řeckého rekordu (2009) činí 7,03 m. Vytvořila jej v srpnu 1997 v Bellinzoně.

### Letní olympijské hry
Třikrát reprezentovala na letních olympijských hrách. Největšího úspěchu dosáhla v roce 1996 na olympiádě v Atlantě, kde ve druhé sérii skočila do vzdálenosti 697 cm a bojovala o bronzovou medaili. O tu však nakonec přišla, když v poslední sérii se zlepšila Američanka Jackie Joynerová-Kerseeová na rovných sedm metrů a odsunula Řekyni na konečné 4. místo. Zúčastnila se také letních olympijských her v Sydney 2000 a v Athénách 2004, kde však neprošla kvalifikací.

## Úspěchy
| Rok  | Závod                             | Místo                | Umístění | Výkon  |
| ---- | --------------------------------- | -------------------- | -------- | ------ |
| 1992 | MS juniorů v atletice             | Soul, Jižní Korea    | 8.       | 6,03 m |
| 1995 | Halové MS v atletice 1995         | Barcelona, Španělsko | 9.       | 6,51 m |
| 1996 | Halové ME v atletice 1996         | Stockholm, Švédsko   | 12.      | 6,11 m |
| 1996 | Letní olympijské hry 1996         | Atlanta, USA         | 4.       | 6,97 m |
| 1997 | Halové MS v atletice 1997         | Paříž, Francie       | 5.       | 6,69 m |
| 1997 | Mistrovství světa v atletice 1997 | Athény, Řecko        | 2.       | 6,94 m |
| 1997 | Středomořské hry                  | Bari, Itálie         | 1.       | 6,72 m |
| 1998 | Halové ME v atletice 1998         | Budapešť, Maďarsko   | 5.       | 6,55 m |
| 1998 | Hry dobré vůle                    | Uniondale, USA       | 3.       | 6,84 m |
| 1999 | Halové MS v atletice 1999         | Maebaši, Japonsko    | 4.       | 6,65 m |
| 2000 | Halové ME v atletice 2000         | Gent, Belgie         | 8.       | 6,51 m |
| 2002 | Halové ME v atletice 2002         | Vídeň, Rakousko      | 1.       | 6,74 m |
| 2003 | Halové MS v atletice 2003         | Birmingham, Anglie   | 5.       | 6,47 m |